# Viktor Kubal
Viktor Kubal (20. března 1923, Svätý Jur – 24. dubna 1997, Bratislava) byl slovenský výtvarník, karikaturista a scenárista a filmový režisér.
V roce 1943 stál u zrodu prvního slovenského animovaného filmu Studna lásky v rámci Ústavu pro tvorbu učebních pomůcek Školfilm. Film inspirovaný legendou o Trenčínském hradě je jedním z mnoha, ve kterých se inspiroval slovenskými legendami, tradicemi nebo folklórem.
Jeho styl je charakteristický zkratkovitě kresbou, humorem a promyšlenou dramatizací příběhů. Jde o autora mnoha animovaných filmů, které získaly četná zahraniční ocenění. Herecky se uplatnil ve filmu Dávajte si pozor!.
Pochován je v Bratislavě na Martinském hřbitově. V roce 2006 byla na Kremnických gagoch zpřístupněna plastika jeho nosu v uličce slavných nosů, o kterou se zasloužil svojí tvorbou.

## Tvorba

### Režie
- 1969 až 1973 – Puf a Muf
- 1976 – Zbojník Jurko[2] [3]
- 1980 – Krvavá pani[4]
- 1983 – Meteorológ, kamera: Milan Peťovský
- 1986 – Janko Hraško na chémii, kamera: Milan Peťovský
- 1987 – Marcipánová komédia, kamera: Milan Peťovský[5]

### Krátké filmy
- 1974 Šachy
- 1976 Prezent
- 1977 Kino
- 1978 Žebřík
- 1979 Jedináček

### Knihy
- Výlet Toma Pilbyho – Mladé letá, 1962
- Otcové a děti – Smena, 1963 [6]
- Já a můj bratr

## Filmografie
- 1990 Dávajte si pozor! – děda Slovák [7]